# Екологія атмосфери

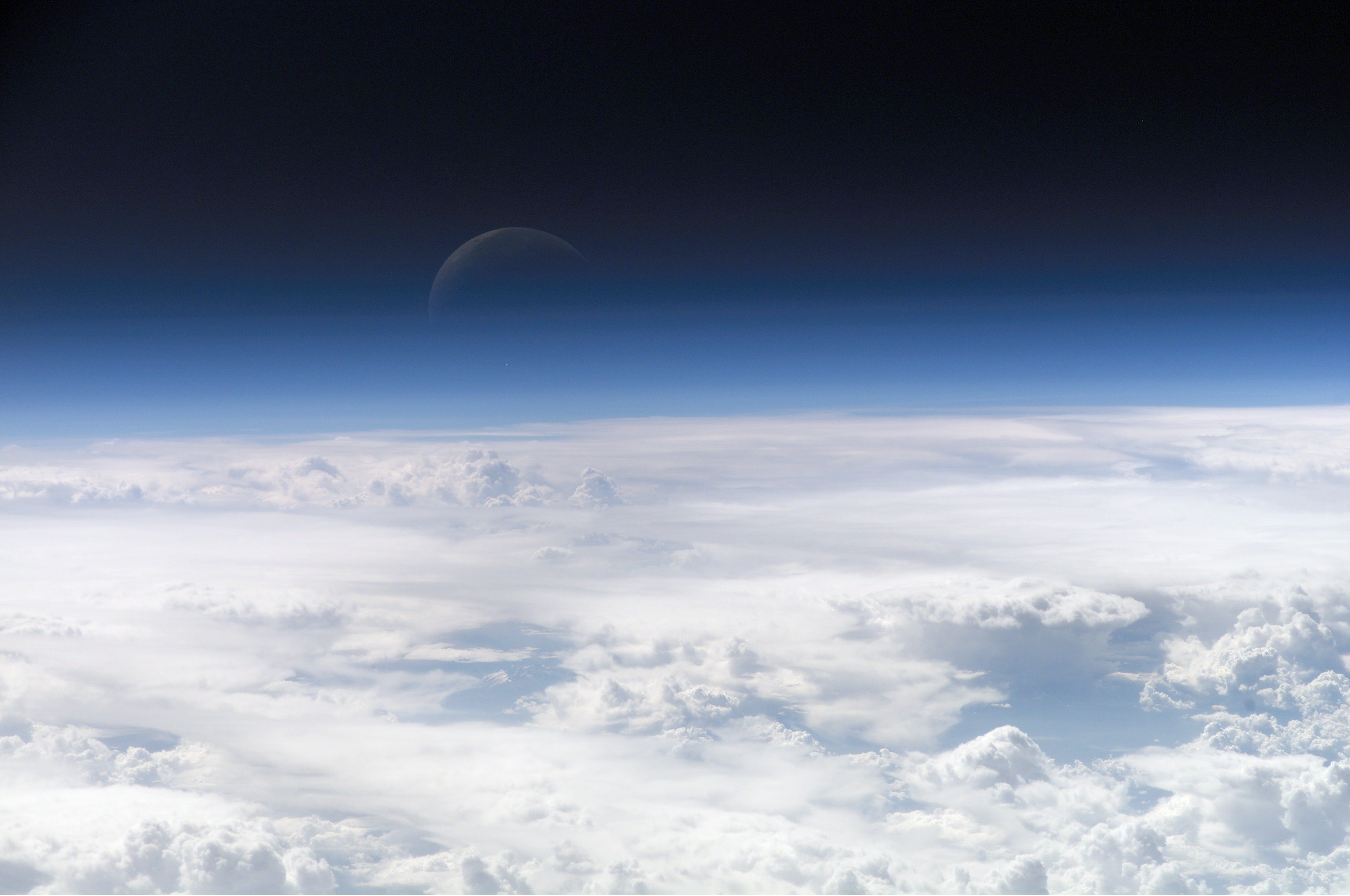

Еколо́гія атмосфе́ри — розділ геоекології, що вивчає стан атмосфери і вплив на атмосферу діяльності людини.

## Забруднення атмосфери
Забруднення атмосфери відбувається внаслідок дій як природних факторів (пожежі, виверження вулканів, пилові бурі), так і антропогенних, або штучних. Забруднюючі речовини можуть бути в газоподібному або в твердому стані (пил та аерозоль).
При забрудненні

## Основні наслідки забруднення атмосфери
Результатом викидів забруднюючих речовин з різних джерел є забруднення атмосфери. При перенесенні по повітрю від джерел появи забрудненюючі речовини можуть зазнати змін, у тому числі і хімічні перетворення одних забруднень в інші, ще небезпечніші речовини. Таким чином, забруднюючими прийнято вважати ті речовини, які негативно впливають на довкілля безпосередньо, або після хімічних змін в атмосфері, або у поєднанні з іншими речовинами.
Вміст забруднень, що встановився в повітрі, визначає ступінь руйнівної дії на цей регіон. Результати забруднень можна оцінити по негативній дії на людину, рослини, тварин, воду і т.і.; а також, в глобальнішому сенсі, по негативній дії на клімат, ряд економічних і соціальних умов.
Найвідоміші результати забруднення атмосфери:
- Парниковий ефект
- Кислотні дощі
- Озонова діра в атмосфері
- Смог

## Захист атмосфери
На XIX спеціальній сесії Генеральної Асамблеї ООН у червні 1997 року було прийнято один з основних напрямків природоохоронної діяльності національних урядів у рамках програми. Цей напрямок полягає у підтримці чистоти атмосферного повітря планети. Для захисту атмосфери потрібні адміністративні і технічні заходи, спрямовані на зменшення зростаючого забруднення атмосфери. Захист атмосфери не може бути успішним при односторонніх і половинчастих заходах, спрямованих проти конкретних джерел забруднення. Необхідно визначити причини забруднення, проаналізувати вклад окремих джерел в загальне забруднення і виявити можливості обмежити ці викиди.
Так в цілях захисту довкілля в грудні 1997 року ухвалив Кіотський протокол, спрямований на регулювання викидів в атмосферу парникових газів.
В Україні на збереження і поліпшення якості атмосферного повітря спрямований закон «Про охорону атмосферного повітря». Цей закон повинен регулювати відношення в області охорони атмосферного повітря, щоб поліпшити стан атмосферного повітря і забезпечити сприятливе середовище для мешкання людини, попередити хімічні тощо впливи на атмосферне повітря і забезпечити раціональне використання повітря в промисловості.
Науковці Житомирської області розробили спеціальну програму, яка покликана покращити ситуацію з викидами в повітря.

## Очистка повітря
Очистка антропогенних викидів в атмосферу може бути промислова або санітарна. 
Мета промислової очистки викидів - отримання корисних речовин і їх подальше використання. 
Мета санітарної очистки викидів - очистка викидів до такого вмісту шкідливих речовин, що є безпечним для людини та навколишньої природи. 
Методи очистки повітря від газоподібних шкідливих речовин:
- Абсорбція.
- Адсорбція.
- Хемосорбція.
- Термічне допалювання.
- Термокаталітичні методи.
- Озонні методи.
- Плазмохімічні методи.
- Плазмокаталітичні методи.
- Фотокаталітичні методи.

Для очистки повітря від твердих шкідливих речовин використовують:
- циклон (для вловлення пилу крупністю понад 10 мкм).
- Механічний повітряний фільтр .
- Електростатичний фільтр.
- Аерозольний фільтр (для вловлювання токсичного або радіоактивного аерозолю).

#### Ресурси Інтернету
- Моніторинг атмосферного повітря // Словник-довідник з екології : навч.-метод. посіб. / уклад. О. Г. Лановенко, О. О. Остапішина. — Херсон : ПП Вишемирський В. С., 2013. — С. 124.
- Охорона атмосферного повітря [Архівовано 24 листопада 2016 у Wayback Machine.] // Юридична енциклопедія : [у 6 т.] / ред. кол.: Ю. С. Шемшученко (відп. ред.) [та ін.]. — К. : Українська енциклопедія ім. М. П. Бажана, 2002. — Т. 4 : Н — П. — 720 с. — ISBN 966-7492-04-4.